# 理查德·洛奇
理查德·洛奇（1855年6月20日—1936年6月2日）是一位英国历史学家，主要作品有《中世纪的终结：1273-1494》（The close of the middle ages, 1272-1494，1901年）等。